# Festival de Cannes 1975
La vingt-huitième édition du Festival de Cannes a lieu du 9 au 23 mai 1975 et se déroule au Palais des Festivals dit Palais Croisette, 50 du boulevard de la Croisette. Le Grand Prix du Festival international du Film est définitivement abandonné, la Palme d'or est rétablie.

## Jury de la compétition
- Présidente du jury : Jeanne Moreau, comédienne
- André Delvaux, réalisateur
- Anthony Burgess, écrivain
- Fernando Rey, comédien
- George Roy Hill, réalisateur
- Gérard Ducaux-Rupp, producteur
- Lea Massari, comédienne
- Pierre Mazars, journaliste
- Pierre Salinger, écrivain
- Ioulia Solntseva, réalisatrice

## Sélections

### Sélection officielle

#### Compétition
La sélection officielle en compétition se compose de 22 films :
| Film                                                           | Réalisateur               | Pays                 |
| -------------------------------------------------------------- | ------------------------- | -------------------- |
| Alice n'est plus ici (Alice Doesn't Live Here Anymore)         | Martin Scorsese           | États-Unis           |
| Aloïse                                                         | Liliane de Kermadec       | France               |
| Ce cher Victor                                                 | Robin Davis               | France               |
| Chronique des années de braise (Waqa'i' sanawat ed-djamr)      | Mohammed Lakhdar-Hamina   | Algérie              |
| Cache-cache pastoral (Den-en ni shisu)                         | Shūji Terayama            | Japon                |
| L'Histoire du péché (Dzieje grzechu)                           | Walerian Borowczyk        | Pologne              |
| Ils ont combattu pour la patrie (Oni srazhalis za rodinu)      | Sergueï Bondartchouk      | Union soviétique     |
| L'Énigme de Kaspar Hauser (Jeder für sich und Gott gegen alle) | Werner Herzog             | Allemagne de l'Ouest |
| Lenny                                                          | Bob Fosse                 | États-Unis           |
| Les Ordres                                                     | Michel Brault             | Canada               |
| Lotte in Weimar                                                | Egon Günther              | Allemagne de l'Est   |
| L'Île du maître (Man Friday)                                   | Jack Gold                 | Royaume-Uni          |
| Mariken de Nimègue (Mariken van Nieumeghen)                    | Jos Stelling              | Pays-Bas             |
| Entends-tu les chiens aboyer ? (¿No oyes ladrar los perros?)   | François Reichenbach      | Mexique              |
| L'Amulette d'Ogum (O amuleto de Ogum)                          | Nelson Pereira dos Santos | Brésil               |
| Profession : reporter (Professione: reporter)                  | Michelangelo Antonioni    | Italie               |
| Parfum de femme (Profumo di donna)                             | Dino Risi                 | Italie               |
| Section spéciale                                               | Costa-Gavras              | France               |
| A Touch of Zen (Xiá Nǚ)                                        | King Hu                   | Hong Kong            |
| Pour Électre (Szerelmem, Elektra)                              | Miklós Jancsó             | Hongrie              |
| Un divorce heureux (En lykkelig skilsmisse)                    | Henning Carlsen           | Danemark             |
| Fais vite avant que ma femme revienne ! (Yuppi du)             | Adriano Celentano         | Italie               |

#### Hors compétition
3 films sont présentés hors compétition :
- Le Jour du fléau (The Day of the Locust) de John Schlesinger
- Une Anglaise romantique (The Romantic Englishwoman) de Joseph Losey
- Tommy de Ken Russell

### Quinzaine des réalisateurs

#### Longs métrages
La sélection officielle des longs métrages de la Quinzaine des réalisateurs se compose de 22 films.
- Allonsanfàn des frères Taviani
- L'Ange noir (Des Schwarze Engel) de Werner Schroeter
- Chac de Rolando Klein
- Le Décolleté dans le dos (Das Ruckendekollete) de Jan Němec
- Sous un prétexte dérisoire (Di' asimanton aformin) de Tassos Psarras
- Le Droit du plus fort (Faustrecht der Freiheit) de Rainer Werner Fassbinder
- Guerre conjugale (Guerra Conjugal) de Joaquim Pedro de Andrade
- Hauptlehrer Hofer de Peter Lilienthal
- Jeanne Dielman, 23, quai du commerce, 1080 Bruxelles de Chantal Akerman
- L'ultimo giorno di scuola prima delle vacanze di Natale de Gian Vittorio Baldi
- La Bataille du Chili : L'Insurrection de la bourgeoisie (La batalla de Chile: La insurrección de la burguesía) de Patricio Guzmán
- Les Œillets rouges d'avril de Véra Belmont
- Les Vautours de Jean-Claude Labrecque
- Milestones de John Douglas et Robert Kramer
- Njangaan de Mahama Johnson Traoré
- Le Voyage des comédiens (O Thiasos) de Theo Angelopoulos
- Prince Ehtedjab (Shazdeh Ehtedjab) de Bahman Farmanara
- Souvenirs d'en France d'André Téchiné
- Strah de Matjaz Klopcic
- Strike! d'Oddvar Bull Tuhus
- Sunday Too Far Away de Ken Hannam
- Zone interdite d'Ahmed Lallem

### Semaine de la critique
- L’Assassin musicien de Benoît Jacquot (France)
- Brother Can You Spare a Dime? de Philippe Mora (Royaume-Uni)
- L'Âge de la paix (L'età della pace) de Fabio Carpi (Italie)
- Hester Street de Joan Micklin Silver (Etats-Unis)
- Knots de David I. Munro (Royaume-Uni)
- Konfrontation de Rolf Lyssy (Suisse)
- Vase de noces de Thierry Zeno (Belgique)

## Palmarès
- Palme d'or : Chronique des années de braise (Waqa'i' sanawat ed-djamr) de Mohammed Lakhdar-Hamina
- Grand prix spécial du jury : L'Énigme de Kaspar Hauser (Jeder für sich und Gott gegen alle) de Werner Herzog
- Prix d'interprétation féminine : Valerie Perrine pour Lenny de Bob Fosse
- Prix d'interprétation masculine : Vittorio Gassman pour Parfum de femme (Profumo di donna) de Dino Risi
- Prix de la mise en scène (ex æquo) :

Michel Brault pour Les Ordres
Costa-Gavras pour Section spéciale
- Palme d'or du court métrage : Lautrec de Geoff Dunbar